# Étigny
Pour les articles homonymes, voir Étigny (homonymie).
Étigny est une commune française située en bordure de la rivière Yonne dans le département de l'Yonne en région Bourgogne-Franche-Comté.

## Géographie

### Localisation
Étigny se trouve sur la rive gauche (à l'ouest) de la rivière Yonne, à 11 km au sud de Sens. Troyes est à 73 km au nord-est. Au sud se trouvent Joigny à 25 km et Auxerre à 53 km.

### Relief
Le nord de la commune est très plat, à une altitude variant entre 70 m et 75 m environ. Au sud de la commune, le flanc ouest de la vallée de l'Yonne serre de près le lit du fleuve et montre en rive gauche une dénivellation atteignant 50 m d'altitude sur 130 m de distance.

### Hydrographie
L'Yonne est le seul cours d'eau traversant la commune, mais la présence d'eau ne s'y limite pas à l'emprise du lit de la rivière : dans ce fond de vallée étalé, l'exploitation de gravières a amené la formation de plusieurs étendues d'eau dans le nord de la commune aux abords de Rosoy, vers le lieu-dit le Brassot - un lieu chargé d'histoire.

### Transports
L'autoroute la plus proche est la A19 avec une entrée-sortie à 10 km à l'est, à Subligny. L'échangeur A19-A5 est à 15 km au nord de cette entrée. L'entrée-sortie la plus proche pour la A5 est à 35 km au nord, à Bagneaux.

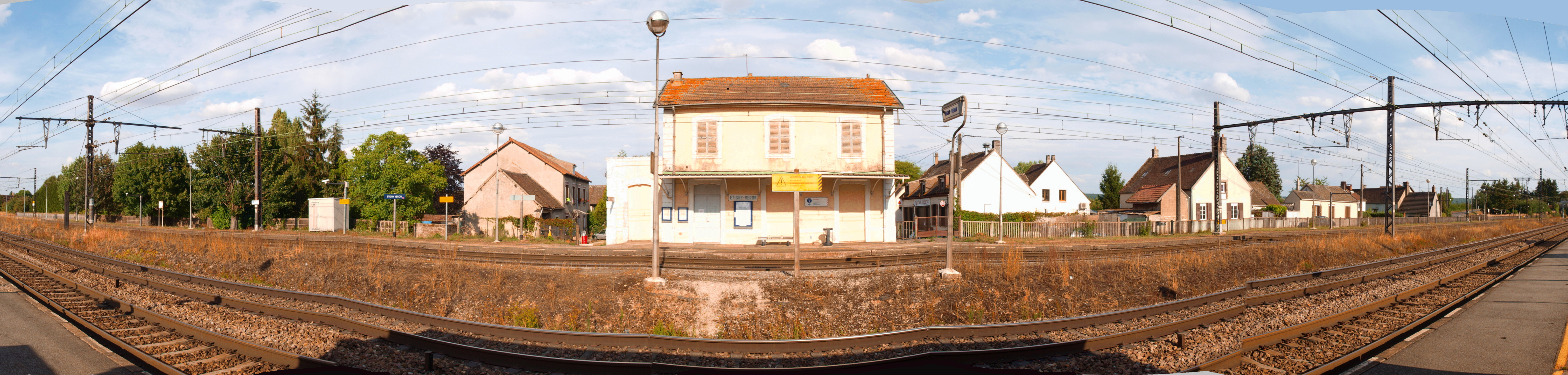
Gare ferroviaire d'Étigny
(vue panoramique)

La ligne ferroviaire de Paris à Marseille traverse la commune en suivant la rive gauche de l'Yonne, avec une gare à Étigny desservie par des trains TER Bourgogne. Les deux gares voisines à Sens au nord et à Villeneuve-sur-Yonne au sud.
Les aéroports les plus proches sont :
- Aéroport d'Auxerre - Branches à 36 km
- Aéroport de Troyes - Barberey à 57 km
- Aérodrome de Lognes-Émerainville à 91 km
- Aéroport de Paris-Orly à 95 km
- Aéroport Châlons Vatry à 97 km

### Risques
Étigny se trouve à moins de 80 km en ligne directe de trois centrales nucléaires : centrale nucléaire de Nogent-sur-Seine (45,1 km), centrale nucléaire de Dampierre (73,3 km) et centrale nucléaire de Belleville (76,6 km). La centrale nucléaire de Saint-Laurent-des-Eaux est à 136 km.
Inondations et mouvements de terrain sont deux autres risques répertoriés sur la commune.

### Climat
Pour des articles plus généraux, voir Climat de la Bourgogne-Franche-Comté et Climat de l'Yonne.
En 2010, le climat de la commune est de type climat océanique dégradé des plaines du Centre et du Nord, selon une étude du Centre national de la recherche scientifique s'appuyant sur une série de données couvrant la période 1971-2000. En 2020, Météo-France publie une typologie des climats de la France métropolitaine dans laquelle la commune est exposée à un climat océanique altéré et est dans la région climatique  Nord-est du bassin Parisien, caractérisée par un ensoleillement médiocre, une pluviométrie moyenne régulièrement répartie au cours de l’année et un hiver froid (3 °C).
Pour la période 1971-2000, la température annuelle moyenne est de 11,2 °C, avec une amplitude thermique annuelle de 15,5 °C. Le cumul annuel moyen de précipitations est de 669 mm, avec 11,1 jours de précipitations en janvier et 7,3 jours en juillet. Pour la période 1991-2020, la température moyenne annuelle observée sur la station météorologique de Météo-France la plus proche, « Sens », sur la commune de Sens à 7 km à vol d'oiseau, est de 11,9 °C et le cumul annuel moyen de précipitations est de 644,7 mm. 
La température maximale relevée sur cette station est de 42,4 °C, atteinte le 25 juillet 2019 ; la température minimale est de −22,6 °C, atteinte le 14 février 1956,,.
Les paramètres climatiques de la commune ont été estimés pour le milieu du siècle (2041-2070) selon différents scénarios d'émission de gaz à effet de serre à partir des nouvelles projections climatiques de référence DRIAS-2020. Ils sont consultables sur un site dédié publié par Météo-France en novembre 2022.

## Urbanisme

### Typologie
Au 1er janvier 2024, Étigny est catégorisée commune rurale à habitat dispersé, selon la nouvelle grille communale de densité à sept niveaux définie par l'Insee en 2022.
Elle est située hors unité urbaine. Par ailleurs la commune fait partie de l'aire d'attraction de Sens, dont elle est une commune de la couronne,. Cette aire, qui regroupe 65 communes, est catégorisée dans les aires de 50 000 à moins de 200 000 habitants,.

### Occupation des sols
L'occupation des sols de la commune, telle qu'elle ressort de la base de données européenne d’occupation biophysique des sols Corine Land Cover (CLC), est marquée par l'importance des territoires agricoles (66,5 % en 2018), une proportion sensiblement équivalente à celle de 1990 (66,4 %). La répartition détaillée en 2018 est la suivante : 
terres arables (62,4 %), forêts (17 %), zones urbanisées (13 %), zones agricoles hétérogènes (4,1 %), eaux continentales (3,5 %). L'évolution de l’occupation des sols de la commune et de ses infrastructures peut être observée sur les différentes représentations cartographiques du territoire : la carte de Cassini (XVIIIe siècle), la carte d'état-major (1820-1866) et les cartes ou photos aériennes de l'IGN pour la période actuelle (1950 à aujourd'hui).

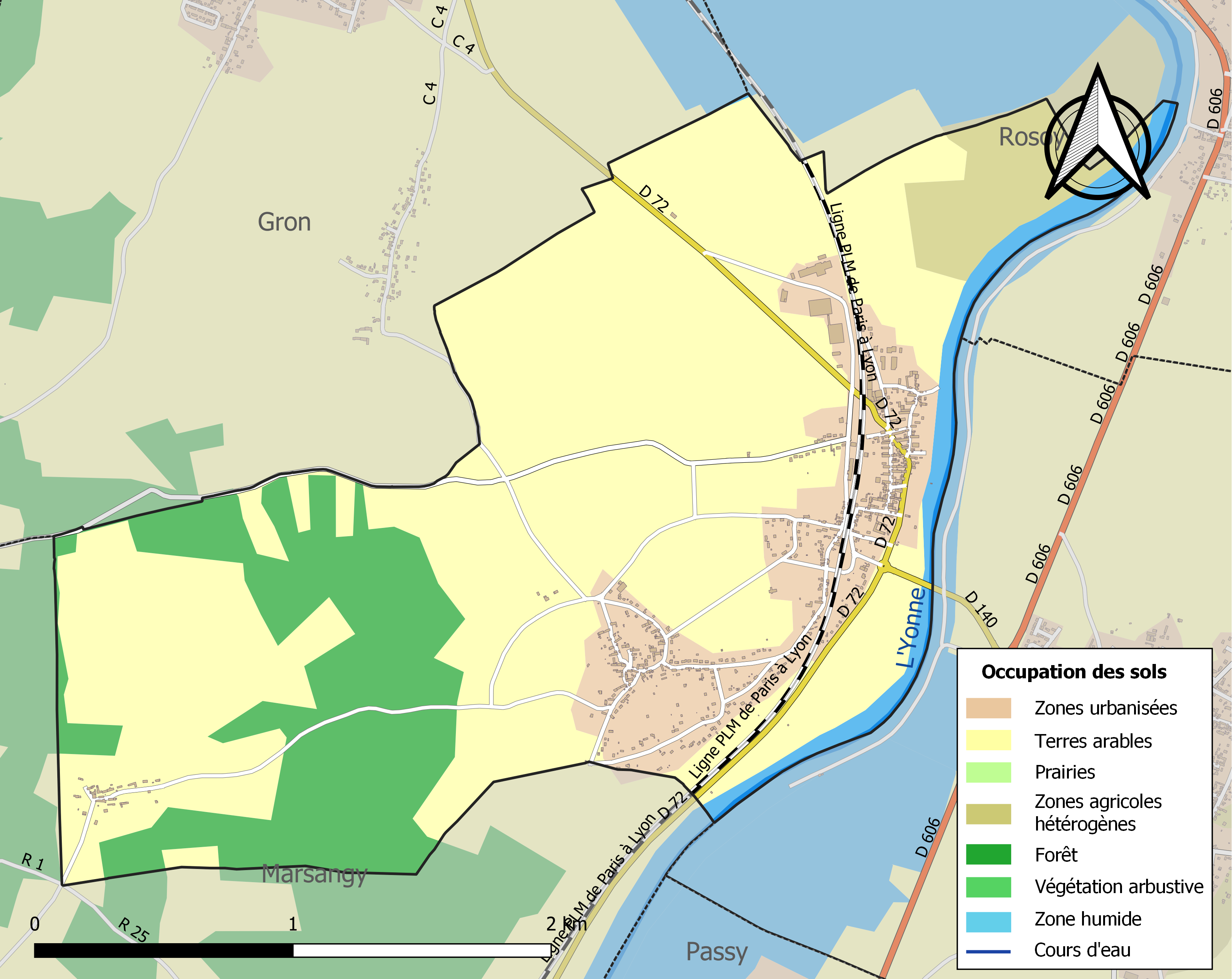
Carte des infrastructures et de l'occupation des sols de la commune en 2018 (CLC).

## Toponymie
Le nom de la localité est attesté sous la forme Estiniacus en 833.

## Histoire

### Protohistoire et Antiquité
À l'est du lieu-dit le Brassot, des traces d'occupation humaine ont été relevées datant du Néolithique ancien (Protohistoire), du début du Bronze final (1200 à 1000 av. J.-C. environ) et de La Tène finale.
Les vestiges datés du Néolithique ancien comprennent quelque 40 fosses attribuées au rubané récent (5100-4900 av. J.C.) et final dans le bassin parisien. Ces fosses ont livré en abondance du matériel (silex, os d'animaux et céramique). Le Néolithique moyen est représenté par un chenal.
Les gravières de la vallée de l'Yonne ont fait l'objet de fouilles d'archéologie préventive en l'an 2000, ce qui a mis au jour l'établissement rural ouvert datant du second âge du fer, plus précisément de la Tène finale. S'y trouvent un bâtiment à quatre poteaux, un grenier à plateforme, un silo, un atelier et des fosses, le tout sur un espace de 130 m de long sur 30 m de large. Petite métallurgie, tissage, filage et confection de baguettes en bois de cerf (cette dernière rare dans la Protohistoire récente) y ont été pratiquées en productions d’appoint. Les objets en céramique trouvés sur le lieu incluaient une coupe et des amphores d'origine méditerranéenne, et des pièces de céramique celtique de type Besançon (dont on retrouve des exemples dans des sites sur Saint-Denis-lès-Sens 13 km au nord, et sur Varennes-sur-Seine, environ 50 km en aval de l'Yonne). Le site n'aurait été occupé que pour une vingtaine d'années, lors de la Tène D2b (de 50 à 30 av. J.-C, soit pratiquement immédiatement après la défaite de Vercingétorix en -52). Ce site offre un paradoxe curieux : une bonne partie des amphores trouvées viennent d'Italie, certaines ayant contenu du vin étrusque réputé de bonne qualité, ce qui indiquerait un établissement d'une certaine richesse voire aristocratique ; cependant rien d'autre sur le site n'indique un tel rang social. Note : cette abondance de vins italiens va à l'encontre de l'idée généralement retenue qu'à cette époque l'importation de ces vins périclitait au profit de vins ibériques et Narbonnais. De plus l'organisation spatiale des bâtiments et structures est atypique - mis à part l'absence de fossés périphériques protecteurs, absence qui se retrouve dans certains autres sites du territoire sénon de la même époque, le plus notable étant celui des Méchantes Terres à Grisy-sur-Seine. Les deux sites ont aussi le même type d'implantation, tout en longueur, ce qui suggère qu'ils longeaient une voie de passage secondaire.
La Via Agrippa de l'Océan passait sur le futur territoire de la commune : elle longe l'Yonne dans cette section de son trajet et on la retrouve à Saint-Julien-du-Sault 15 km au sud et à Gron au nord. La branche de la Via Agrippa menant de Sens à Orléans (et qui drainait entre autres tous les pèlerins d'Aquis Segeste à quelque 60 km d'Étigny) commençait à Paron, à seulement 6 km au nord ; celle menant de Sens à Troyes passait à environ 10 km au nord-est (en rive droite de l'Yonne),.

### Le fief de Sérilly
Dominant de plus de 50 mètres la Via Agrippa de l'Océan qui glisse entre le cours de l'Yonne et le talus, le lieudit de Sérilly accueille à la fin du XIIe siècle une famille de chevaliers. Le prénom de Narjot, porté par elle, fait songer à Toucy, ville capitale de la Puisaye. A l'évidence, une telle implantation permet à ces chevaliers de bloquer aisément la circulation routière et fluviale, sans doute pour le compte de la Couronne, et d'assurer la garde rapprochée de la cité de Sens.

### La famille Minagier
Les Minagier appartiennent au patriciat de Sens du XVe siècle, et sont les héritiers du notaire et secrétaire de Louis XI Thomas Tribole. Ils sont les détenteurs de la seigneurie d'Etigny au XVIe siècle. Durant les guerres civiles, Jehan Minagier soutient le parti qui cherche à faire triompher la politique de Catherine de Médicis. Ses alliances matrimoniales le lient au très étroit milieu des huguenots locaux du Sénonais et de l'Auxerrois. En 1576 la régente s'invite dans son château pour négocier avec les rebelles à la Couronne. La paix hâtivement et mal conclue n'est pas acceptée en ville. Les chanoines de la cathédrale de Sens refusent de chanter le Te Deum pour cette parodie de paix, nullement intimidés par la présence de la reine. De fait, la guerre reprendra extrêmement vite, leur donnant raison. Les habitants de Sens poursuivront de leur vindicte la descendance de Jehan Minagier qui en quelques décennies du XVIIe siècle, perdra considérablement son avance dans l'échelle sociale, rattrapée par une fiscalité habilement exercée contre elle.
Le 30 mars 1601, Gabrielle Minagier et son mari Etienne Senay, écuyer, vendent les « Terres et Seigneuries d’Etigny et Serilly » à Claude De La Bistrate, payeur des gages du Parlement.
Le 20 février 1602, Margueritte Minagier, veuve Dalibourd, promet de vendre « à Maître Etienne De La Bistrate, Conseillier au Grand Conseil, scavoir la Maison et Grange Dalibourd cy-devant dit la Maison des Odots, 67 arpents de terre, 2 arpents 19 carreaux de vigne, les ¾ de l’Isle Bourbelin, l’Isle Calais, une autre Isle, appellée l’Isle des Clercs et tout ce qui peut appartenir à laditte Minagier comme héritière de Jean Minagier son père en laditte terre dudit Etigny et Serilly ». Margueritte Minagier reconnaît cette promesse par-devant notaire le 24 décembre 1602 et la vente est réalisée le 22 septembre 1603.
Le 7 août 1632 et à la suite d'une sentence du tribunal du Châtelet du 5 avril 1631, Etienne De La Bistrate, frère de Claude de la Bistrate, acquiert de Nicolas Desnots 1/3 de l'indivis portant sur la moitié des terres d'Etigny et Sérilly, que Desnots avait acquise de Claude,.

### Édit d'Étigny
En 1576, Catherine de Médicis et son fils, le duc d'Alençon représentant les calvinistes, se sont réunis à Étigny. Un édit, nommé édit d'Étigny ou édit de pacification, le cinquième en faveur des calvinistes, fut alors promulgué.

### La famille Petit
Membre de la bourgeoisie parisienne ayant accédé au notariat et secrétariat royal, la famille Petit possède pendant deux tiers de siècle la seigneurie d'Étigny.
Sa première apparition concernant le village remonte au 30 mai 1653, quand Louise De La Bistrate, veuve de Maître Louis De Cargret, acqiert de Madelaine Moreau, veuve de Bon De Polangis, le « quart des trois quarts des Censives d’Etigny et Sérilly et le quart au total des Censives des Epenards et par Robert Roussel, procureur au Parlement tant en son nom que comme se portant fort de Nicolle Petit sa femme, de la moitié au ¾ des Censives de Sérilly et Etigny et la moitié des Censives et Rentes des Epenards ». Nicolle Petit ratifie en brevet cette rente de censive le 28 juin 1661.
D'autres rentes sur Etigny changent de main le 19 janvier 1654, quand Louise De La Bistrate donne à Hubert De Polangis « les ¾, les 4 faisant le tout, des Censives, Droits et Rentes Seigneurialles en la Terre des Epenards », recevant en échange « le quart dans les ¾, les 4 faisant le tout, des Censives et Droits Seigneuriaux es Terres de Sérilly et Etigny ». Le 26 août 1661, Louise De La Bistrate vend enfin la terre et seigneurie d’"Etigny sur Yonne" (avec Cens, Rentes, etc.) à François Petit, seigneur de Passy, secrétaire du Roy. Il semblerait que le prieur de Saint Rémy les Sens avait la jouissance des terres d'Etigny sous une forme ou une autre, et le Comte de Courtenay celle des terres de Sérilly sous les mêmes conditions ; il est possible qu'ils aient tous deux perdu cette jouissance lors de cette vente de 1661,.
La famille Mégret, d'origine picarde et récemment arrivée à Paris, apparaît pour la première fois dans les actes notariés concernant Etigny quand Dame Mégret acquiert en 1697 ou 1698 les « droits d’échange et contre-échange sur tous les héritages qui seront échangés et contre-échangés par les particulliers » sur la terre d'Etigny et Sérilly, à la suite d'une vente en aliénation des dits droits, vente forcée par un recouvrement ordonné en mars 1695.
Le 24 mai 1719, François Nicolas Petit vend la terre et seigneurie d'Étigny à « monsieur Megret, seigneur de Passy » (F. N. Petit est sous curatelle de sa femme Jacqueline Margueritte Richer).

L'acheteur est François-Nicolas Mégret, père d'Antoine Mégret d'Étigny.
La famille Petit de Leudeville perpétue la mémoire de ses ancêtres momentanément possessionés dans le Sénonais.

### Antoine Mégret d'Étigny(1720-1767)
Une visite à Auch, Layrac, Pau ou Luchon vous a peut-être permis de découvrir le nom d'Étigny sur une place, une rue, une statue, un magasin.
Le grand-père d'Antoine Mégret d'Étigny, Nicolas Mégret, était procureur aux sièges royaux de Saint-Quentin (département de l'Aisne). Son père François-Nicolas Mégret d'Étigny (1673-1734) fit fortune dans le commerce du blé revendu à l'armée puis consolida sa situation par l'acquisition d'offices, recette des tailles de Soissons, recette générale des finances en Auvergne.
Il acheta plusieurs seigneuries bourguignonnes, dont Étigny et Sérilly en 1718. Parmi ses enfants, l'aîné Mégret de Sérilly fit une brillante carrière comme Maître des Requêtes puis intendant de Gascogne à Auch. Antoine Mégret, seigneur d'Étigny, benjamin de la famille, suivait une carrière parallèle à celle de son frère aîné comme intendant d'Auch en 1751.
Placé sous le contrôle de deux ministres, le comte de Saint-Florentin et le contrôleur général Machault d'Arnouville, il déployait une intense activité pour faire face aux multiples obligations de sa charge. Il devait s'immiscer dans toutes les affaires et sa puissance était faite à la fois de la confiance du roi et de ses valeurs personnelles. Nous pouvons en rappeler quelques-unes : La justice : il assistait aux séances du Parlement et surveillait l'exécution des édits royaux. Les finances : il recevait les aveux et dénombrait les biens nobles et communaux. Les faits de guerre : il conduisait parfois la noblesse et accompagnait les généraux d'armée. Des trois généralités établies en France, l'Intendance d'Auch et de Pau, autrement dit de Gascogne et du Béarn, était considérée comme la plus importante. Homme de grande culture, l'intendant d'Étigny était très attaché aux propres de la science.
Ne dédaignant ni la danse ni la comédie, il fut un grand humaniste illustrant cette pensée : « Pour bien servir les hommes, il faut avant tout les aimer ».
S'il fut un grand bâtisseur, c'est qu'il sut être d'abord un conducteur d'êtres humains.
Tout cela n'exclut pas l'habileté et l'esprit de finesse nécessaires à l'exécution de sa tâche. Les résultats lui valurent de son vivant une juste et saine popularité . Malheureusement, des jalousies à sa réussite entraînèrent sa disgrâce auprès du roi qui le renvoya dans ses terres d'Étigny en 1765. Sa réhabilitation en 1766 fut accueillie avec enthousiasme dans son intendance. Le 12 août 1767, il écrivait dans sa dernière lettre : « Mes intentions et mes démarches ont été pures. Je n'ai jamais eu en vue que le service de mon maître et le bien public et quoique j'ai dérangé très considérablement ma fortune dans cette province pour des objets qui lui soit utiles je n'y ai aucun regret. »
Mégret d'Étigny, âgé de 47 ans, meurt douze jours après de sa maladie.

### 1939 - 1945
Évoluant au sein du 1er régiment d'automitrailleuses, de la 4e division légère mécanique, l’unique exemplaire du véhicule de reconnaissance Panhard AMD-178 équipé d’une tourelle armée d’un canon de 47 mm SA 35 détruit deux chars lourds Panzer IV dans l’Yonne, durant le combat du "pont d’Etigny", le 15 juin 1940. Bloqué sur la rive droite de la Loire, il sera sabordé le 17 juin à Cosne-sur-Loire,.

## Politique et administration
| Période                                  | Période  | Identité         | Étiquette | Qualité |
| ---------------------------------------- | -------- | ---------------- | --------- | ------- |
| Les données manquantes sont à compléter. |          |                  |           |         |
| 2014                                     | En cours | Lionel Terrasson |           |         |

## Démographie
L'évolution du nombre d'habitants est connue à travers les recensements de la population effectués dans la commune depuis 1793. Pour les communes de moins de 10 000 habitants, une enquête de recensement portant sur toute la population est réalisée tous les cinq ans, les populations de référence des années intermédiaires étant quant à elles estimées par interpolation ou extrapolation. Pour la commune, le premier recensement exhaustif entrant dans le cadre du nouveau dispositif a été réalisé en 2007.

En 2022, la commune comptait 752 habitants, en évolution de −0,53 % par rapport à 2016 (Yonne : −1,95 %, France hors Mayotte : +2,11 %).
| 1793 | 1800 | 1806 | 1821 | 1831 | 1836 | 1841 | 1846 | 1851 |
| ---- | ---- | ---- | ---- | ---- | ---- | ---- | ---- | ---- |
| 333  | 428  | 352  | 395  | 431  | 429  | 434  | 455  | 492  |

| 1856 | 1861 | 1866 | 1872 | 1876 | 1881 | 1886 | 1891 | 1896 |
| ---- | ---- | ---- | ---- | ---- | ---- | ---- | ---- | ---- |
| 472  | 511  | 490  | 487  | 483  | 479  | 486  | 442  | 441  |

| 1901 | 1906 | 1911 | 1921 | 1926 | 1931 | 1936 | 1946 | 1954 |
| ---- | ---- | ---- | ---- | ---- | ---- | ---- | ---- | ---- |
| 433  | 443  | 447  | 353  | 420  | 435  | 458  | 478  | 499  |

| 1962 | 1968 | 1975 | 1982 | 1990 | 1999 | 2006 | 2007 | 2012 |
| ---- | ---- | ---- | ---- | ---- | ---- | ---- | ---- | ---- |
| 461  | 477  | 482  | 515  | 612  | 713  | 752  | 757  | 767  |

| 2017 | 2022 | - | - | - | - | - | - | - |
| ---- | ---- | - | - | - | - | - | - | - |
| 752  | 752  | - | - | - | - | - | - | - |

## Économie
Étigny fait partie de la zone de production de trois types de produits bénéficiant du label de qualité européen dit IGP : 
volailles de Bourgogne (viandes et abats frais), moutarde de Bourgogne (pâte de moutarde) et dans les vins l'Yonne blanc, Yonne rosé et Yonne rouge.

## Culture locale et patrimoine

### Lieux et monuments

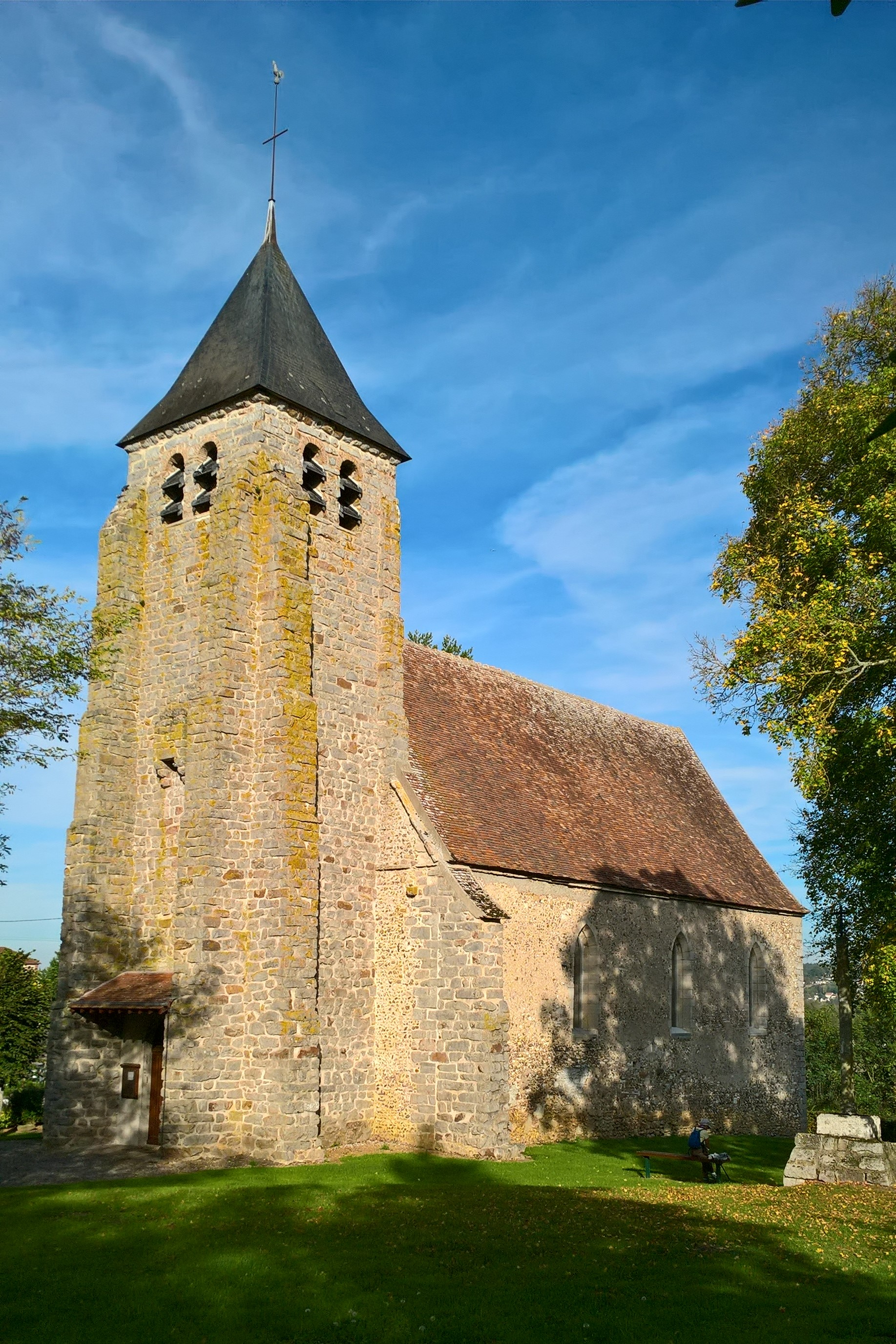
Église

#### L'église d'Étigny
Située en-haut d'un escarpement, le long de la voie qui mêne au hameau de Serilly, elle domine l'Yonne. Son clocher fortifié date de la guerre de Cent Ans (1337 à 1453, première période de fortification des églises en Bourgogne). Bâti en pierres de grès taillées et renforcé de contreforts, il porte une bretèche au-dessus de l'entrée pour en assurer la défense ; d'autres éléments défensifs ont probablement disparus depuis. Elle conserve des fresques du XIIIe siècle consacrées aux miracles de saint Martin.

#### La ferme du colombier

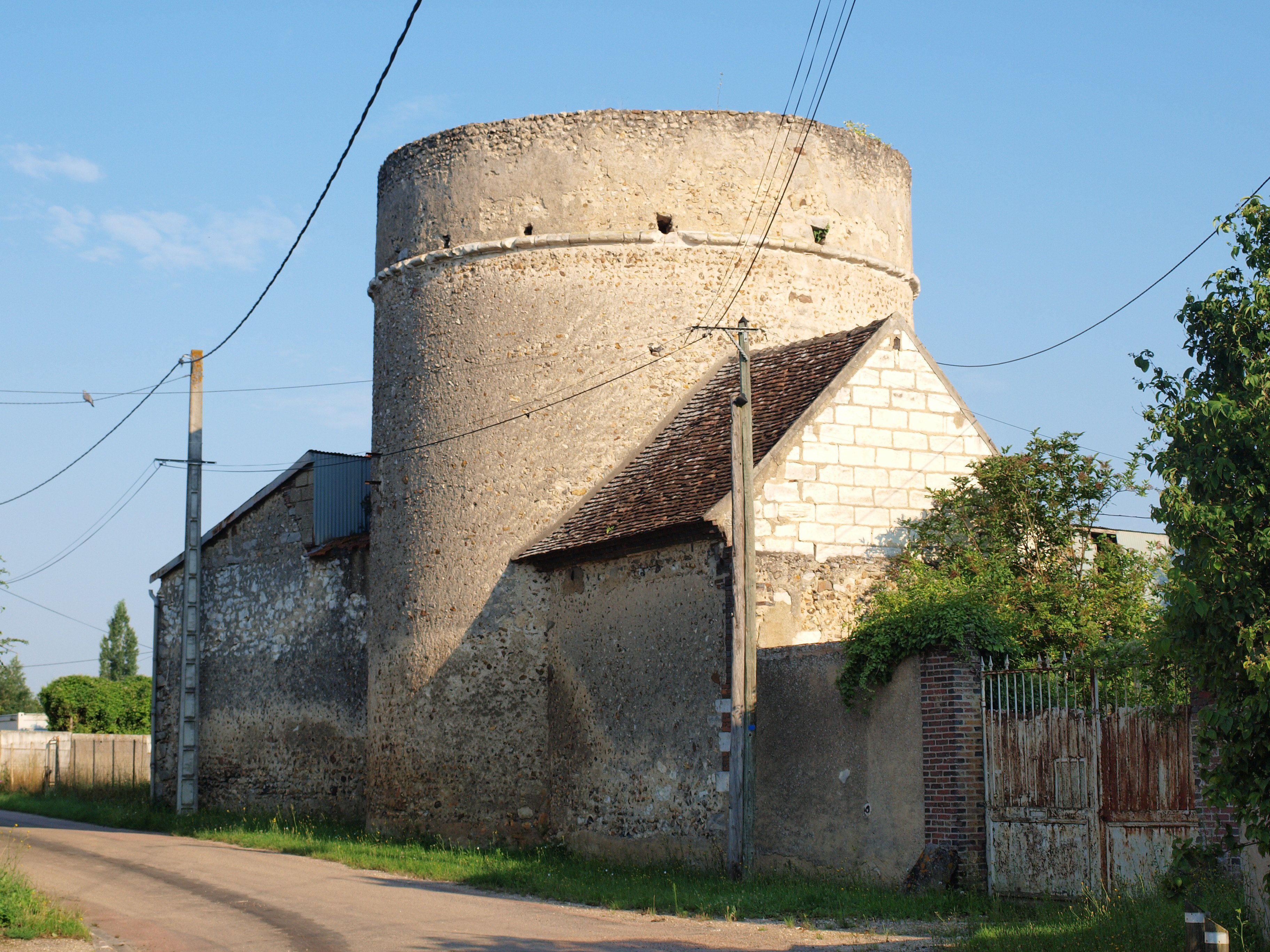

Cette ancienne ferme possédant un colombier de taille remarquable est inscrit comme monument historique depuis 1929.

### Personnalités liées à la commune
- Catherine de Médicis
- Antoine Mégret d'Étigny  Intendant de Gascogne
- Anatole Guillot, sculpteur, élève de Falguière (Étigny 1865 - Paris 1911). Auteur notamment de la statue de Brennus à Sens (1904) et de celle de Vauban à Saint-Léger-Vauban (1905).

## Pour approfondir